# 新闻探寻
新闻探寻媒体集团有限责任公司（英語：Newsquest Media Group Ltd.）是英国第二大区域性和地方性报纸出版商，隶属于美国大众媒体控股公司甘尼特。它在英国拥有205个报刊品牌（含实体印刷和数字出版），其中165个报纸品牌和40个杂志品牌；其每月拥有2,800万线上访问用户和每周650万实体读者。新闻探寻媒体集团总部位于英国伦敦，在该国雇佣超过5,500名员工。它还拥有一个专门出版商业和B2B报刊的部门，旗下拥有《保险时报（Insurance Times）》、《斯特拉德》和《拳击新闻》等品牌。